# Маја Гојковић
Маја Гојковић (Нови Сад, 22. мај 1963) српска је политичарка и правница. Од маја 2024. врши функцију председнице Покрајинске владе Војводине. Бивша потпредседница Владе и министарка за културу и информисање у Влади Републике Србије, бивша председница Народне скупштине Републике Србије и бивша градоначелница града Новог Сада.

## Биографија
Маја Гојковић је рођена 22. маја 1963. у Новом Саду. Похађала је Основну школу „Бранко Радичевић“ и гимназију „Јован Јовановић Змај“. Дипломирала је на Правном факултету Универзитета у Новом Саду 1987, а правосудни испит положила 1989. године. Годину дана после је почела да ради у породичној адвокатској канцеларији, коју је основао њен отац Мита Гојковић.

### Српска радикална странка
У политику је ушла почетком 90-их, прво у Народну радикалну странку, која се потом сјединила са Српским четничким покретом и тако jе формирана Српска радикална странка, у којој је обављала истакнуте партијске дужности - од секретарке странке до потпредседнице.
Маја Гојковић је била посланица Српске радикалне странке у Савезној скупштини СР Југославије од 1992.
У својству потпредседнице Српске радикалне странке, Маја Гојковић је 14. јула 1995. године, три дана након почетка масакра у Сребреници дала изјаву: „Поздрављамо брзу акцију ВРС, којим је коначно ослобођена српска Сребреница и којим је угашено једно од најзначајнијих жаришта муслиманског терора”.
Од 1996. па до 2000. била је и посланица у скупштини Аутономне покрајине Војводине.

### Градоначелник Новог Сада
На локалним изборима у септембру 2004. године, на којима су грађани по први пут директно на изборима бирали градоначелника, Гојковићева је у другом кругу избора победила дотадашњег градоначелника Борислава Новаковића (ДС) и тако постала прва жена градоначелница у историји Новог Сада.
Због унутрашњих сукоба у СРС, 2006. године је дала оставку на место потпредседнице, а 2007. је напустила странку. Из странке је коначно искључена почетком марта 2008.

### Народна партија
На локалним изборима у мају 2008. учествовала је са својим удружењем „Група грађана - Маја Гојковић“, која је добила седам одборничких места у Скупштини Новог Сада. Октобра исте године регистровала је своју нову странку - Народну партију.
У октобру 2008. године је договорена коалиција Народне партије са Демократске странке Србије и Нове Србије.

### Уједињени региони Србије
Председништво НП је маја 2010. године донело одлуку да се прикључи Уједињеним регионима Србије, као унији националних, регионалних и локалних странака, група грађана и појединаца. На локалним изборима 2012. године Гојковићева је била кандидат УРС-а за градоначелника Новог Сада, док је након парламентарних избора 6. маја 2012. године где је била на листи УРС постала народна посланица у Народној скупштини Републике Србије где представља Народну партију. Председништво УРС је 26. маја саопштило да је Маја Гојковић искључена из те политичке организације уз саопштење да је грубо прекршила коалициони споразум и нудила мандате Народне партије Демократској странци мимо сазнања и сагласности УРС-а.

### Српска напредна странка
Крајем 2012. своју странку припаја Српској напредној странци, где постаје чланица председништва.
Дана 23. априла 2014. постаје председница Народне скупштине Републике Србије. За њен одабир је гласало 194 посланика.
Током посете Ирану 2015. године је носила једну од најстрожијих форми хиџаба (ал-амиру), иако је протокол посете налагао да је довољно покривање главе ешарпом. Невладине организације и поједине јавне личности су критиковале Мају Гојковић због оваквог геста, наводећи је тиме шаље лошу поруку женама, поготово оним које се боре против радикализма.
Њено председавање Народном скупштином је било мета критика због праксе да помоћу звона посланицима из владајуће већине сугерише да гласају за предлоге. Невладина организација Freedom House је 2018. године у извештају о политичким и медијским слободама у Србији навела да Маја Гојковић председава парламентом изразито партијски, са великим бројем прекида и казни упућеним опозиционим посланицима. Европска комисија, извршни орган Европске уније, је у извештају о Србији у мају 2019. године скренула пажњу да је владајућа партија довела до погоршања могућности за ефикасну расправу у парламенту и онемогућила адекватан надзор извршне власти, као и да су опозиционе странке отпочеле бојкот седница.
Дана 8. маја 2024. изабрана је за председницу Покрајнске владе Војводине. Покрајинска влада, као и претходна, има 14 чланова, међу којима је готово половина из претходног сазива када је на њеном челу био Игор Мировић.